# Contrattacco

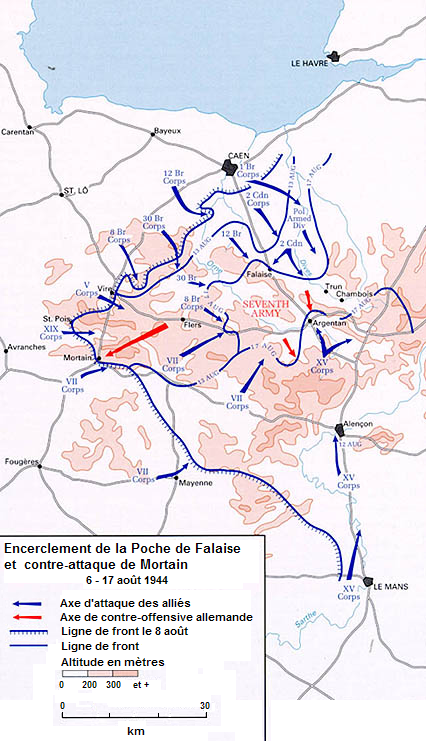
Chiusura della Sacca di Falaise-Argentan ed il contrattacco di Mortain del 6–17 agosto 1944

Il contrattacco (o controattacco) nella terminologia militare è il movimento condotto dalle riserve di una grande unità o di un raggruppamento tattico in reazione a quello di attacco effettuato dal nemico per annientarne le penetrazioni e ristabilire la situazione. 
Un tipo di contrattacco è quello preventivo ossia quello condotto allo scopo di disorganizzare l'attacco nemico sulle basi di partenza.
In senso figurato è usato in riferimento a competizioni sportive o a polemiche (verbali o scritte).

## Esempi storici
Innumerevoli a livello bellico sono gli esempi di contrattacco, tra i più significativi e maggiormente degni di nota si segnalano:
- Battaglia di Canne, con la sconfitta dell'esercito romano dovuta al contrattacco di Annibale con l'avvolgimento della forza attaccante da parte delle due ali marcianti.

- Battaglia di Waterloo, dove il feldmaresciallo Gebhard Leberecht von Blücher tramutò la sua ritirata in un contrattacco sul fianco dello schieramento di Napoleone, contribuendo in modo significativo alla sua sconfitta.

- Battaglia di Stalingrado, dove con l'operazione Urano l'Unione Sovietica effettuò un contrattacco sul fianco sinistro, debole e in larghi tratti scoperto, dello schieramento dell'Asse, chiudendo la 6. Armee tedesca in una sacca e rovesciando completamente l'assetto tattico del fronte sud.

Una citazione, attribuita a Napoleone Bonaparte illustra l'importanza tattica del contrattacco : "il pericolo maggiore si materializza al momento della vittoria". Nella stessa ottica, nel suo Battle Studies, Ardant du Pic  scrisse "il generale o il mero capitano, che utilizza tutte le sue forze nell'assalto di una posizione può essere sicuro che la vedrà essere ripresa da quattro uomini ed un caporale".